# Verwaltungsgliederung der Republik Tschuwaschien
Die Republik Tschuwaschien im Föderationskreis Wolga der Russischen Föderation gliedert sich in 21 Rajons und 5 Stadtkreise. Den Rajons sind insgesamt 7 Stadt- und 284 Landgemeinden unterstellt (Stand: 2010).

## Stadtkreise
| [ 1 ] | Stadtkreis        | Einwohner | Fläche (km²) | Bevölkerungs- dichte (Ew./km²) | Stadt- bevölkerung | Land- bevölkerung | Weitere Orte             | Anzahl städtischer Siedlungen | Anzahl ländlicher Siedlungen |
| ----- | ----------------- | --------- | ------------ | ------------------------------ | ------------------ | ----------------- | ------------------------ | ----------------------------- | ---------------------------- |
| I     | Alatyr            | 41.552    | 42           | 996                            | 41.552             | –                 |                          | 1                             | –                            |
| II    | Kanasch           | 47.069    | 19           | 2544                           | 47.069             | –                 |                          | 1                             | –                            |
| III   | Nowotscheboksarsk | 127.648   | 72           | 1768                           | 127.375            | 273               |                          | 1                             | 1                            |
| V     | Schumerlja        | 33.412    | 13           | 2512                           | 33.412             | –                 |                          | 1                             | –                            |
| IV    | Tscheboksary      | 459.545   | 233          | 1972                           | 447.929            | 11.616            | Nowyje Lapsary, Sosnowka | 3                             | 4                            |

## Rajons
| [ 1 ] | Rajon             | Einwohner | Fläche (km²) | Bevölkerungs- dichte (Ew./km²) | Stadt- bevölkerung | Land- bevölkerung | Verwaltungssitz   | Weitere Orte | Anzahl Stadt- gemeinden | Anzahl Land- gemeinden |
| ----- | ----------------- | --------- | ------------ | ------------------------------ | ------------------ | ----------------- | ----------------- | ------------ | ----------------------- | ---------------------- |
| 1     | Alatyr            | 18.270    | 1940         | 9                              | –                  | 18.270            | Alatyr            |              | –                       | 16                     |
| 2     | Alikowo           | 19.020    | 554          | 34                             | –                  | 19.020            | Alikowo           |              | –                       | 12                     |
| 3     | Batyrewo          | 38.940    | 944          | 41                             | –                  | 38.940            | Batyrewo          |              | –                       | 19                     |
| 5     | Ibressi           | 26.848    | 1201         | 22                             | –                  | 26.848            | Ibressi           |              | 1                       | 12                     |
| 19    | Jadrin            | 30.488    | 898          | 34                             | 9.664              | 20.824            | Jadrin            |              | 1                       | 17                     |
| 20    | Jaltschiki        | 22.348    | 567          | 39                             | –                  | 22.348            | Jaltschiki        |              | –                       | 9                      |
| 21    | Jantikowo         | 17.714    | 524          | 34                             | –                  | 17.714            | Jantikowo         |              | –                       | 10                     |
| 6     | Kanasch           | 40.987    | 981          | 42                             | –                  | 40.987            | Kanasch           |              | –                       | 24                     |
| 8     | Komsomolskoje     | 27.251    | 630          | 43                             | –                  | 27.251            | Komsomolskoje     |              | –                       | 12                     |
| 7     | Koslowka          | 23.331    | 517          | 45                             | 11.363             | 11.968            | Koslowka          |              | 1                       | 9                      |
| 9     | Krasnoarmeiskoje  | 16.110    | 456          | 35                             | –                  | 16.110            | Krasnoarmeiskoje  |              | –                       | 9                      |
| 10    | Krasnyje Tschetai | 19.788    | 692          | 29                             | –                  | 19.788            | Krasnyje Tschetai |              | –                       | 10                     |
| 11    | Mariinski Possad  | 26.006    | 686          | 38                             | 10.186             | 15.820            | Mariinski Possad  |              | 1                       | 11                     |
| 12    | Morgauschi        | 36.339    | 845          | 43                             | –                  | 36.339            | Morgauschi        |              | –                       | 16                     |
| 13    | Porezkoje         | 15.345    | 1117         | 14                             | –                  | 15.345            | Porezkoje         |              | –                       | 12                     |
| 17    | Schemurscha       | 14.356    | 799          | 18                             | –                  | 14.356            | Schemurscha       |              | –                       | 9                      |
| 18    | Schumerlja        | 12.321    | 1048         | 12                             | –                  | 12.321            | Schumerlja        |              | –                       | 11                     |
| 16    | Tscheboksary      | 59.431    | 1332         | 45                             | –                  | 59.431            | Kugessi           |              | –                       | 17                     |
| 14    | Urmary            | 27.058    | 598          | 45                             | –                  | 27.058            | Urmary            |              | 1                       | 15                     |
| 4     | Wurnary           | 39.171    | 1013         | 39                             | –                  | 39.171            | Wurnary           |              | 1                       | 18                     |
| 15    | Ziwilsk           | 38.004    | 791          | 48                             | 13.252             | 24.752            | Ziwilsk           |              | 1                       | 16                     |

Anmerkungen:
1. 1 2  Nummer des Rajons/Stadtkreises (in alphabetischer Reihenfolge der Namen im Russischen)
2. 1 2  Einwohnerzahlen vom 1. Januar 2010 (Berechnung)
3. ↑  Siedlungen städtischen Typs
4. 1 2 3 4 5  wird im Gesetz von 2004 (Fassung 2009) sowie auf dem Webportal der Staatsorgane Tschuwaschien als Stadtgemeinde bzw. Siedlung städtischen Typs bezeichnet, aber bei den Einwohnerzahlen für 2010 nicht gesondert als solche aufgeführt; Einwohnerzahl daher der Landbevölkerung zugeschlagen
5. ↑  Siedlungen städtischen Typs bzw. Stadtgemeinden
6. 1 2 3  Stadt gehört nicht zum Rajon, sondern bildet eigenständigen Stadtkreis; Einwohnerzahl der Stadt nicht bei der Berechnung der Bevölkerungsdichte berücksichtigt